# Босыгинская
Босыгинская — деревня в Верховажском районе Вологодской области.
Входит в состав Нижнекулойского сельского поселения, с точки зрения административно-территориального деления — в Нижнекулойский сельсовет.
Расстояние по автодороге до районного центра Верховажья — 40 км, до центра муниципального образования Урусовской — 2 км. Ближайшие населённые пункты — Урусовская, Дьяконовская, Ореховская.
По переписи 2002 года население — 26 человек (12 мужчин, 14 женщин). Всё население — русские.